# Diocesi di Couserans

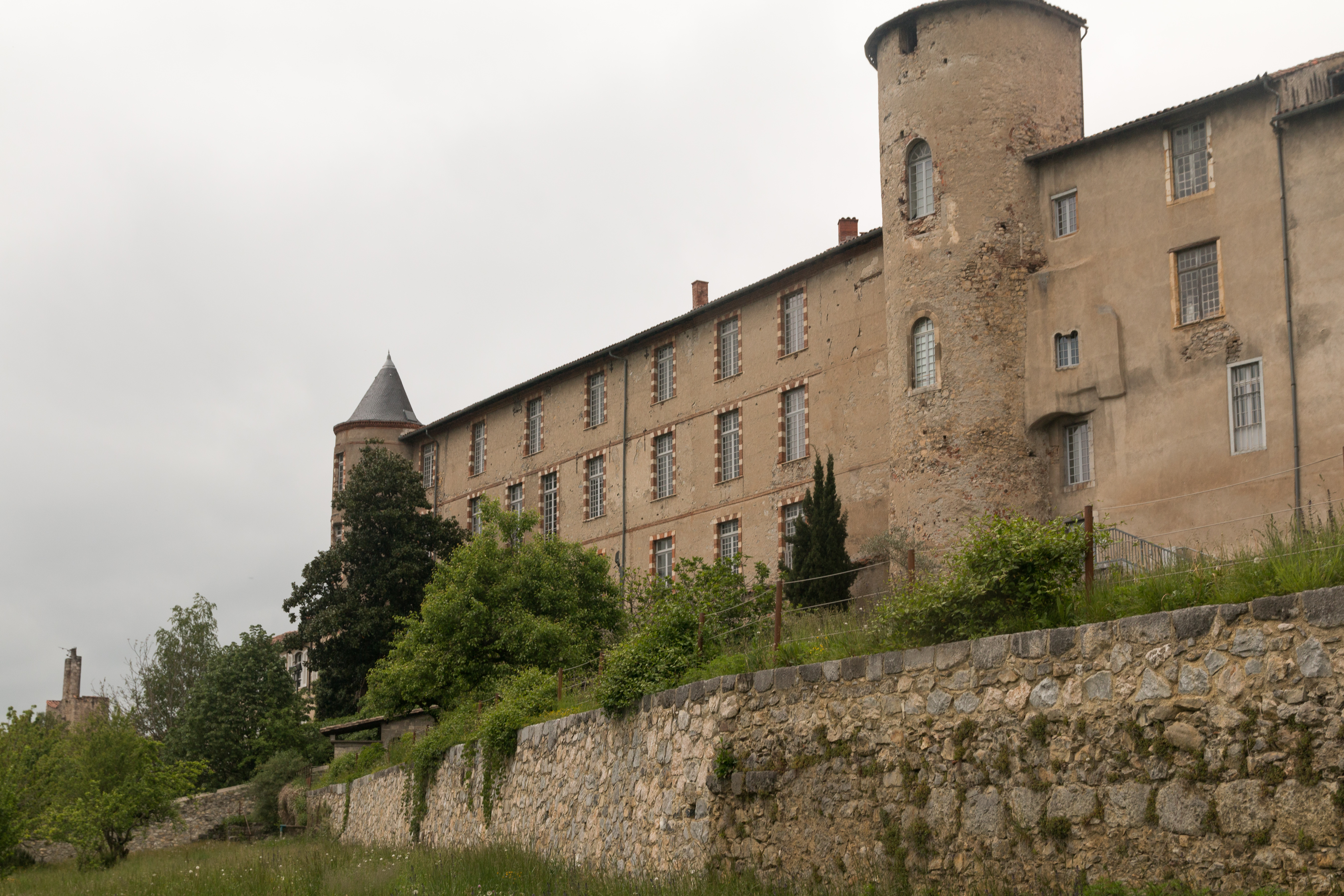
Il palazzo vescovile di Saint-Lizier, oggi sede del museo dipartimentale dell'Ariège.

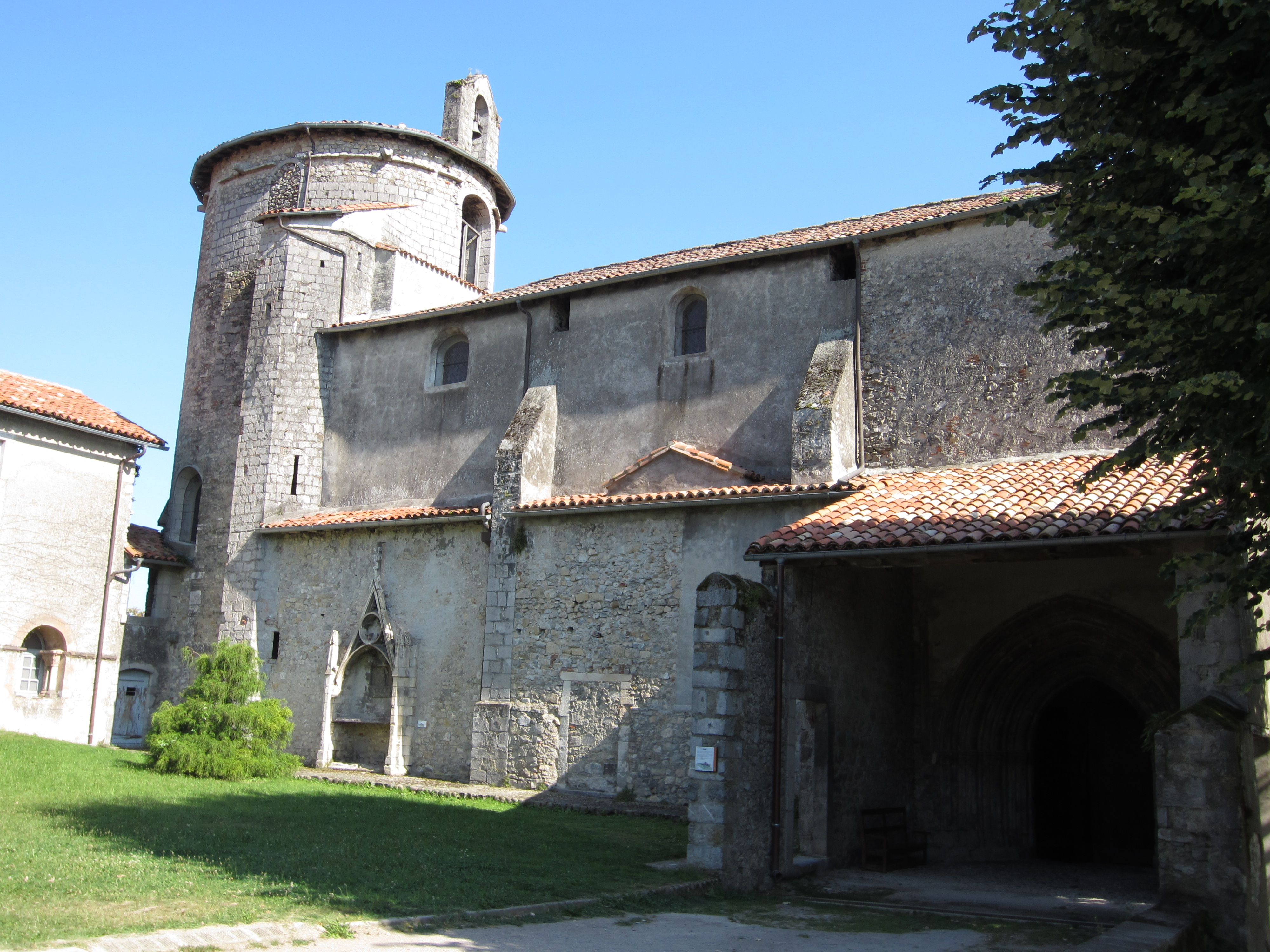
Esterno dell'ex cattedrale Notre-Dame de la Sède.

La diocesi di Couserans (in latino: Dioecesis Conseranensis) è una sede soppressa della Chiesa cattolica.

## Territorio
La diocesi era conosciuta anche con il nome di diocesi di Saint-Lizier de Couserans. Il Couserans è una regione storica della Francia, che oggi corrisponde alla parte occidentale del dipartimento dell'Ariège.
Sede vescovile era la città di Saint-Lizier nell'attuale dipartimento dell'Ariège, dove funsero da cattedrali la chiesa di San Licerio e quella di Nostra Signora (Notre-Dame de la Sède).
La diocesi confinava a nord con la diocesi di Rieux, ad est con quella di Pamiers, a sud con la Spagna e ad ovest con la diocesi di Comminges.
Nel 1708 comprendeva 70 parrocchie, scese a 63 nel 1752. Esse erano suddivise in quattro regioni tradizionali: Rivière, Séronnais, Couserans e Castillonais. Il territorio era per lo più montagnoso, costituito da alcune vallate, indipendenti fra loro e a volte di difficile accesso, nei Pirenei centrali.

## Storia
Incerte sono le origini della diocesi. La più antica menzione risale a Gregorio di Tours che in un suo scritto parla di un oratorio costruito sulla tomba del santo vescovo Valerio; non esiste una Vita di questo santo ed è difficile stabilire in quale epoca sia vissuto. Si suole attribuire questo Valerio al V secolo.
Uniche fonti certe sono le liste dei vescovi firmatari dei vari sinodi provinciali o nazionali. Storicamente documentati perciò sono i vescovi: Glicerio o Licerio presente al concilio di Agde nel 506 e che diede il nome alla città di Saint-Lizier; Teodoro, presente al concilio di Orléans del 549 e a quello di Eauze del 551, e al quale si deve la scoperta della tomba di san Valerio; Giovanni, che assistette al sinodo di Parigi del 614; Sesemundo o Mauroleno, presente a Bordeaux nel 673/675; Francolino menzionato nel falso sinodo di Narbona (circa 787); e Wainardo, menzionato in una lettera di papa Giovanni VIII dell'879. Altri vescovi tramandati dalla tradizione e riportati da Gallia Christiana non sembrano avere fondamenti storici.
Nella lettera di papa Giovanni VIII appare per la prima volta la sede metropolitana di Auch, alla quale appartiene Couserans. In precedenza la diocesi era suffraganea dell'arcidiocesi di Eauze.
Il Medioevo vide la lotta tra i vescovi di Saint-Lizier, che esercitavano un certo potere temporale sulla città ed alcune località vicine, e i conti di Comminges, desiderosi di impossessarsi di Saint-Lizier. Fu anche combattuta un'estenuante guerra, durante la quale la città fu saccheggiata e i vescovi fatti prigionieri o scacciati dalla loro sede. La questione fu finalmente risolta nel 1230, quando fu deciso che il vescovo restasse signore di Saint-Lizier, pur cedendo alcuni diritti feudali al conte.
Si deve al vescovo Jourdain la consacrazione della cattedrale nel 1117. La lotta secolare dei due poteri, spirituale e temporale, spiegano il motivo per cui alcune chiese della diocesi risultino fortificate, come l'ospedale di Salau o la chiesa parrocchiale di Sentein.
Con gli inizi del XIV secolo si fece sentire sempre più profondamente la protezione della Santa Sede sulla diocesi di Couserans, che si manifestò in modo particolare con il diritto di conferma dei vescovi (il primo sembra sia stato Arnaud Fredet) e con l'introduzione della fiscalità pontificia.
Una lettera di papa Innocenzo VI del 26 novembre 1358 descrive lo stato lamentevole in cui versa la diocesi, che riguarda sia gli edifici religiosi, che la celebrazione del culto e la moralità del clero: per questo il pontefice ordina un'immediata riforma, che fu intrapresa grazie agli ordini religiosi, in particolare i Domenicani.
Durante le guerre di religione che colpirono la Francia nel XVI secolo, il Couserans subì pesanti attacchi e devastazioni: molti preti e religiosi furono massacrati, villaggi interi si svuotarono per la fuga della popolazione in Spagna. Tutto questo impoverì ulteriormente la mensa episcopale, tra le più scarse di tutto il regno.
La diocesi fu soppressa in seguito al concordato con la bolla Qui Christi Domini di papa Pio VII del 29 novembre 1801. Il suo territorio fu inizialmente incorporato in quello dell'arcidiocesi di Tolosa, fino al 6 ottobre 1822 quando entrò a far parte della ristabilita diocesi di Pamiers.
Dall'11 marzo 1910 ai vescovi di Pamiers è stato concesso di portare il titolo di vescovi di Couserans.

## Cronotassi dei vescovi
- San Valerio † (V secolo ?)
- San Glicerio o Licerio † (menzionato nel 506)
- Teodoro † (prima del 549 - dopo il 551)
- Giovanni † (menzionato nel 614)
- San Quinziano † (VII secolo)
- San Licerio † (VII secolo)
- Sesemundo o Mauroleno † (menzionato nel 673/675)
- Francolino † (menzionato nel 787 circa)
- Wainardo † (menzionato nell'879)
- Ruggero † (menzionato nell'887)
- Bernardo † (prima del 973 - dopo il 978)
- Attone † (menzionato nel 1019)
- Béranger I † (menzionato nel 1025 circa)
- Bernard Raymond Pelet † (circa 1035 - dopo il 1068)
  - Sede vacante (1071-1078)
- Guillaume † (prima del 1085 - dopo il 1095)
- Jourdain † (menzionato nel 1117)
- Pierre I † (prima del 1120 - dopo il 1155)
- Roger † (prima del 1165 - 1177)
- Augustin † (menzionato nel 1177)
- Auger † (menzionato nel 1180)
- Arnaud † (prima del 1190 - dopo il 1191)
- Laurent † (prima del 1195 - dopo il 1198)
- Navarre d'Acqs, O.Praem. † (1208 - 1211)
- Sance † (1213 - 1215)
- C. † (menzionato nel 1216)
- Raymond † (menzionato nel 1226)
- Cerebrun † (menzionato nel 1229)
- Nicolas † (prima del 1246 - 4 ottobre 1270 deceduto)
- Pierre II de Saboulies † (menzionato nel 1271)
- Raymond de Saboulies † (1273 - 16 ottobre 1275 deceduto)
- Raymond de Restoil † (1277 - circa 1279 deceduto)
- Auger de Montfaucon † (1279 - 1º giugno 1303 deceduto)
- Bernard de Montaigu † (1303 - 31 maggio 1309 deceduto)
- Arnaud Fredet, O.P. † (4 luglio 1309 - 31 maggio 1329 deceduto)
- Raymond de Montaigu † (9 agosto 1329 - 17 luglio 1336 nominato vescovo di Clermont)
- Pierre La Palud, O.P. † (17 luglio 1336 - 31 gennaio 1342 deceduto)
- Pierre Bruni, O.P. † (26 luglio 1342 - 1345 deceduto)
- Durand de la Capelle † (9 dicembre 1345 - 17 settembre 1348 nominato vescovo di Rieux)
- Canard † (17 settembre 1348 - 1º dicembre 1358 deceduto)
- Jean de Rochechouart † (28 novembre 1358 - 29 gennaio 1361 nominato vescovo di Saint-Pons-de-Thomières)
- Béranger II † (18 luglio 1361 - 17 ottobre 1362 deceduto)
- Ponce de Villemur † (24 novembre 1362 - 1368 deceduto)
- Amaury de Lautrec, C.R.S.A. † (17 agosto 1370 - 18 maggio 1384 nominato vescovo di Comminges)
- Pierre Aimery † (18 maggio 1384 - 27 maggio 1390 dimesso[2])
- Robert du Bosc † (27 maggio 1390 - 17 ottobre 1390 nominato vescovo di Mende)
- Géraud du Breuil † (17 ottobre 1390 - 18 settembre 1405 nominato vescovo di Uzès)
- Sicard de Burguiroles † (20 novembre 1405 - 19 luglio 1412 deceduto)
- Guillaume Beaumaistre † (menzionato nel 1413)
- Guillaume de Nalajo † (1417 - 1425 deceduto)
- Arnaud de Saliers † (22 dicembre 1423 - 18 maggio 1425 nominato vescovo di Lescar)
- Jean de Fabri † (18 maggio 1425 - 1425 deceduto)
- Géraud Faydit † (10 settembre 1425 - 1432 deceduto)
- Jean † (1433 - 1438 deceduto)
- André † (menzionato nel 1439)
  - Guillaume d'Estouteville (1439 - 1440 dimesso) (amministratore apostolico)[3]
- Jordanes d'Aure † (18 aprile 1440 - 1443 deceduto)
- Raymond de Tullio † (11 dicembre 1443 - 10 luglio 1444 nominato vescovo di Saint-Papoul[4])
- Tristan d'Aure † (8 maggio 1444 - 30 luglio 1460 nominato vescovo di Aire)
  - Guiscard d'Aubusson † (5 novembre 1460 - 10 marzo 1475 nominato vescovo di Cahors) (amministratore apostolico)
- Jean d'Aule † (15 dicembre 1475 - 20 giugno 1515 nominato vescovo di Lescar)
  - Amanieu d'Albret † (20 giugno 1515 - 25 giugno 1515 dimesso) (amministratore apostolico)
- Charles de Grammont † (25 giugno 1515 - 24 aprile 1523 nominato vescovo di Aire)
- Gabriel de Grammont † (28 aprile 1523 - 19 settembre 1524 nominato vescovo di Tarbes)
- Ménald de Martory † (19 settembre 1524 - 1548 deceduto)
- Hector d'Ossun † (13 marzo 1549 - 30 settembre 1574 deceduto)
  - Sede vacante (1574-1581)
- François Bonard, O.F.M.Obs. † (6 novembre 1581 - 29 gennaio 1593 dimesso)
- Jérôme de Langue, O.F.M.Obs. † (29 gennaio 1593 - 1612 deceduto)
- Octave de Saint-Lary de Bellegarde † (2 dicembre 1613 - 1623 dimesso)
- Bruno Ruade, O.Carth. † (7 giugno 1623 - 1641 deceduto)
- Pierre de Marca † (13 gennaio 1648 - 23 marzo 1654 nominato arcivescovo di Tolosa)
- Bernard de Marmiesse † (19 ottobre 1654 - 22 gennaio 1680 deceduto)
- Gabriel de Saint-Estève † (15 luglio 1680 - 24 dicembre 1707 deceduto)
- Isaac-Jacques de Verthamont † (26 marzo 1708 - ottobre 1725 deceduto)
- Jean-François de Machéco de Bremeux † (9 dicembre 1726 - aprile 1752 deceduto)
- Joseph de Saint-André de Marnays de Vercel † (25 settembre 1752 - 28 settembre 1779 deceduto)
- Dominique de Lastic † (13 dicembre 1779 - 3 marzo 1795 deceduto)
  - Sede vacante (1795-1801)
  - Sede soppressa